# Risto Punkka
Risto Kalevi Punkka (* 19. März 1957 in Lemi; † 22. Juli 2014) war ein finnischer Biathlet.
Sein bestes Ergebnis erzielte Punkka in der Saison 1983/84 mit einem zweiten Platz im Sprint in Falun. Er nahm an den Olympischen Winterspielen in Sarajevo teil und erreichte dort einen 34. Platz im Sprint. Bei den Weltmeisterschaften 1983 in Ruhpolding  erreichte er, zusammen mit Tapio Piipponen, Erkki Antila und Toivo Mäkykyro, einen 5. Platz. Mit einem 16. Platz im Sprint, gelang im dort auch sein bestes Einzelergebnis bei Weltmeisterschaften.

## Statistik

### Olympische Winterspiele
|                                          | Einzel | Sprint | Staffel |
| ---------------------------------------- | ------ | ------ | ------- |
| Olympische Winterspiele 1984 \| Sarajevo | –      | 34.    | –       |

### Weltmeisterschaften
|                                     | Einzel | Sprint | Staffel |
| ----------------------------------- | ------ | ------ | ------- |
| Weltmeisterschaften 1983 Ruhpolding | 22.    | 16.    | 5.      |
| Weltmeisterschaften 1985 Antholz    | 42.    | –      | 7.      |